# ISO 3166-2
ISO 3166-2 är ISO:s koder för länders högsta administrativa indelning, till exempel Sveriges län, Finlands landskap och USA:s delstater. Koderna är en till tre bokstäver långa och kombineras med landskoderna i ISO 3166-1 för att entydigt adressera regioner; koden SE-F står exempelvis för Jönköpings län (F) i Sverige (SE).
Standardens fullständiga namn är Codes for the representation of names of countries and their subdivisions – Part 2: Country subdivision code. 